# Cuff the Duke
Cuff the Duke est un groupe de country alternative canadien, originaire d'Oshawa, en Ontario. La formation est centrée autour du chanteur et guitariste Wayne Petti et du bassiste Paul Lowman, les autres membres ayant varié depuis la création du groupe. Plusieurs chansons sont aussi créditées à Jeff Peers, qui collabore à l'écriture même s'il ne fait pas partie de la formation live de Cuff the Duke.
En 2006, Cuff the Duke a expérimenté d'autres changements, alors que le batteur Matt Faris a dû se retirer après une opération au poignet qui l'empêche de jouer de son instrument. Ils participent à la création de la bande originale de la série True Detective.

## Biographie
Cuff the Duke est formé à Oshawa, en Ontario ; il tire son nom d'un t-shirt acheté par le chanteur Wayne Petti dans un magasin de seconde main. Commençant comme duo avec Petti et Jeff Peers, le groupe s'agrandit pour inclure plus tard le bassiste Paul Lowman et le batteur Brad Fudge. En 2002, ils publient leur premier album, Life Stories for Minimum Wage au label Three Gut Records. Ils passent les quelques prochaines années à tourner avec Hayden. En 2005, ils publient leur album, Cuff the Duke sur Hardwood Records.
La formation de Cuff the Duke évolue, les membres constants étant de loin Wayne Petti et Paul Lowman. Le 16 mars 2007, un album de Cuff the Duke est publié sous The Secret Sessions, un album hommage aux Rheostatics. Le groupe y reprend le morceau Claire. Le 23 octobre 2007, l'album de Cuff the Duke, Sidelines of the City, est publié. Le 22 avril 2008, Cuff the Duke joue avec Greg Keelor de Blue Rodeo dans l'émission de radio Fuse sur CBC Radio à Ottawa. Le 8 septembre 2009, ils sortent l'album Way Down Here, produit par Keelor.

## Membres

### Membres actuels
- Wayne Petti - voix, guitare, piano, harmonica (depuis 2001)
- Paul Lowman - basse, piano, voix (depuis 2001)
- François Turenne - guitare, claviers, chœurs (depuis 2009)
- AJ Johnson - batterie, percussions, chœurs (depuis 2011)
- Thom Hammerton - claviers (depuis 2011)

### Anciens membres
- Dale Murray - guitare, pedal steel, voix
- Matt Faris - batterie, percussions, piano
- Patrick Conan - batterie, percussions

## Discographie
- 2002 : Life Stories for Minimum Wage
- 2005 : Cuff the Duke
- 2007 : Sidelines of the City
- 2009 : Way Down Here
- 2011 : Morning Comes
- 2012 : In Our Time (EP)
- 2015 : Union